# Aloys Schmitt
Pour les articles homonymes, voir Schmitt.
Aloys Schmitt est un compositeur, professeur de musique et pianiste bavarois, né à Erlenbach am Main le 26 août 1788 et mort le 25 juillet 1866 à Francfort-sur-le-Main.

## Biographie
Aloys Schmitt reçoit ses premières leçons de musique de son père, le recteur de l’école et l’organiste Franz Bartholomew Schmitt. Puis, il vit pendant cinq ans à la maison de l’éditeur de musique Johann André à Offenbach, où Philipp Karl Hoffmann est un de ceux qui contribuent à sa formation.
En 1806, il s’installe à Francfort-sur-le-Main et se consacre à approfondir la composition. Pour la première fois, il se produit publiquement le 23 mars 1810 comme pianiste et donne des concerts régulièrement. Il dirige, aussi, la chorale mixte d’Offenbach et compose, pour celle-ci, 30 cantates avec son ancien professeur André.
À partir de 1814, il effectue plusieurs tournées de concerts et se produit aux Pays-Bas, Belgique, Rhénanie, Bavière et en Allemagne du nord. Il a un immense succès non seulement en tant que compositeur mais surtout comme professeur de piano (avec comme élèves : Ferdinand Hiller (1821), Carl Almenraeder).
Dans les années suivantes, sa méthode d’enseignement est devenue célèbre et largement répandue.
Il passe toute sa vie à Francfort à l’exception de courts séjours à Berlin, Munich (1825-1826) et à Hanovre où il occupe le poste de « chambriste »  du duc de Cambridge et organiste de la Cour.
En 1824, il est nommé compositeur de la chambre à Munich et reçoit un doctorat honoris causa de l’Université de Gießen (1850).
En 1834, il fonde le Club instrumental de Francfort qui deviendra plus tard l’association philharmonique et qu’il dirige jusqu’en 1844. Réalisant plusieurs voyages en Allemagne du nord, il fait la connaissance des plus grands musiciens tels que : Carl Maria von Weber, Niccolò Paganini, Franz Liszt, Frédéric Chopin, Louis Spohr, (il mène une correspondance suivie avec ce compositeur), Felix Mendelssohn, Clara Schumann.
Les compositions d’Aloys Schmitt sont conservées à la Bibliothèque universitaire Johann Christian Senckenberg : plus de 150 manuscrits – environ 50 lettres – 30 titres principalement de piano et de musique de chambre.

## Sa famille
Il se marie avec Augustine Karoline (1802-1872). Le couple a deux filles et quatre fils dont :
- Georg Ludwig Aloys (né le 2 février 1827 – décédé le 15 octobre 1902) maître de chapelle à la Cour à Schwerin et plus tard comme directeur de l’association Mozart de Dresde. Il se marie avec Cornelia Czanyi (1851-1906), fille de la chanteuse de la professeur hongrois Daniel von Czany (1820-1867).

- Gustav Wilhelm Carl (né le 9 décembre 1837 ; décédé le  22 mars 1900), compositeur et chef d’orchestre en Nouvelle-Zélande épouse Lucy Elizabeth Reeves,

- Antonia (née en décembre 1824 ; décédée  le 14 octobre 1859), pianiste, épouse Julius von Haast (1822-1887), géologue allemand, naturaliste, émigre à Nouvelle-Zélande  (1830-1866)

- Franziska Josephine (1833-1914) mariée au Dr.  János Henrik Ritter von Floch-Reyhersberg (1824 – après 1905) [1]Conseil financier hongrois, émigre en tant que chimiste en Australie.

## Ses œuvres
- Quatre opéras :
- Der Doppelgänger (Hanovre, 1827),

- Valeria (Mannheim, 1832),

- Das Osterfest zu Paderborn (Francfort, 1843),

- Die Tochter der Wüste (Francfort, 1845)

- Deux oratorios :
- Moïse,

- Ruth.

- concertos, quatuors avec piano, trios, musique religieuse, diverses sonates et sonatines (opus 10 et 11),
- des ouvrages d’enseignement :
- méthode de jouer du piano opus 114,

- études opus 16, 55, 61, 116 à usage scolaire.